# Cachoeirinha (Río Grande del Sur)
Cachoeirinha es un municipio situado en el estado de Rio Grande do Sul, Brasil. Se encuentra a orillas del río Gravataí en el extremo sur del país. Cachoeirinha es una alternativa para las personas que buscan estar cerca de Porto Alegre.
La ciudad está situada en un punto estratégico en la región metropolitana del Estado. El fácil acceso a los municipios vecinos, hacen de Cachoeirinha una gran ciudad. El municipio tiene límites con Porto Alegre, Canoas, Esteio, Sapucaia do Sul, Gravataí y Alvorada. El feriado de Cachoeirinha es el día 15 de mayo, día de la emancipación del municipio.